# 東京計画1960
東京計画1960（とうきょうけいかく1960）は、東京大学丹下健三研究室により1961年1月1日に発表された、東京の都市改革構想である。高度経済成長期、東京の人口が急速に増加していたことを背景とする計画であり、東京湾を横断するようにかかるはしご状の構造物を都市軸として、人口1000万人の線形都市を作るという構想であった。インパクトのある模型写真もあいまって、同構想は建築界のみならず一般社会においてもセンセーショナルに受け止められた。

## 背景

### 首都圏の人口増加
第二次世界大戦後の日本は高度経済成長期を迎え、首都かつ最大都市である東京およびその近郊の人口は、いちじるしく増加した。1955年から1965年の10年間で、首都圏の人口はおよそ203万人増加し、翌10年ではさらに375万人増加することが予測された。1958年に制定された第1次首都圏基本計画は、既成市街地の人口を抑制しつつその外郭をグリーンベルトとし、さらにその外郭に工業団地を整備するなどして衛星都市を造成するというものであったが、実際にとられた都市政策である都心部の工業地抑制には主に中枢業務地として発展しつつあった東京の人口増加を抑制する効果がなく、臨海部や首都圏外縁で実施された工業用地の造成は、むしろ東京の過密化を促進させた。
このような背景のもと、日本の都市計画界では1960年前後より、都市の過密化を抑制するか許容するかという議論が活発化した。1960年に建設省が提起した広域都市計画構想は前者の観点に立つものであり、1962年の新産業都市建設促進法を経て、工業都市機能を東海道外縁に分散させる計画が実行された。一方で同時期、日本住宅公団・前川建築設計事務所・清水建設により東京湾岸の集合住宅である晴海高層アパートが建設され、のちに東京計画1960にかかわるこことなる大高正人もこれに携わった。

### 丹下健三の都市計画思想
丹下健三は、前川建築設計事務所を経て1946年に東京大学助教授となり、1953年に広島市の復興計画コンペで優勝したことを契機に頭角を現した。1955年に広島平和記念資料館、1958年に香川県庁舎、1957年に東京都庁舎（丸の内庁舎）を建築した。彼は当時の建築界を主導する人物であり、都市計画においても日本各地の都市復興計画を中心に、いちじるしい活躍を見せていた。
丹下は1950年代、東京都心の人口集中は経済復興のため必要なものであると認めており、人口集中がピークに達する都心・有楽町付近に公共建築をつくることが肝要であると考えていた。しかし、彼は1950年代後半には都心部だけでなく、新宿・池袋・渋谷といった山手線の乗換駅付近にも人口が集中し、都内の各所で過密問題が発生している現状を把握するようになる。こうした現状理解は、彼が伝統的な同心円モデルから脱却し、「東京計画1960」において採用されたような、過度な人口流入のなかでも計画的な発展を可能とする線形都市モデルに着目する契機となった。丹下は同年秋から半年間、マサチューセッツ工科大学（MIT）にて客員教授をつとめたが、そのなかで課題としてボストン湾上に高速道路および25,000人の居住する集合住宅を計画させた。ここで模索された新しい都市の形もまた、「東京計画1960」に反映された。

### 海上都市建設構想
東京湾に海上都市を作るという構想は「東京計画1960」がはじめてではなく、1959年には、民間シンクタンクである産業計画会議が、東京湾内に埋立地を作り、新都市を造成する「ネオ・トウキョウ・プラン」を勧告している。同計画をとりまとめたのは住宅公団総裁をつとめた加納久朗であり、彼が前年にまとめた冊子においては新首都の名前を「ヤマト」とすること、ネオ・トウキョウ・プランは「どうしても必要な計画」であることなどが記載されている。加納に詳しい、一宮町教育委員会学芸員の江沢一樹は、この計画には、加納が住宅公団総裁として土地収用に苦労した経験が反映されているのではないかと推察している。
また、国内の若手建築家の間でも、海上への都市建設構想は積極的に提唱されていた。たとえば菊竹清訓は1959年に「海上都市」を提唱し、海上の人工地盤に新都市を建設することで、土地不足および自然土地が有するような所有の問題、形状の制約を解消しようと試みた。また、大高正人は同年に「海上帯状都市」を提唱し、加納構想を発展させながら高層アパートを東京湾上の埋立地に建設する計画を建てた。1960年には、東京で開催されることとなった「世界デザイン会議」に向け、日本側のチームとして「メタボリズム」グループが結成された。このチームには、菊竹・大高のほか、槇文彦、黒川紀章と川添登が参与した。メタボリズムグループは、本来会議で中心的役割を担う予定であった丹下健三が、会議の前年にMITへと赴任してしまったことの穴埋めとしての意味もあった。

## 構想

### 計画と公表
丹下健三はアメリカ赴任中、東京大学の自研究室の学生に東京の建築総量・住宅建設の現況・交通量の実態・土地の用途別構成・人口構成・住宅の有効需要・人口の地域間移動について研究させた。これらのデータは学生の卒業論文・修士論文として仕上げられた。帰国後、彼はこのデータを利用しながら、研究室のメンバーとともに「東京計画1960」に取り組みはじめた。同計画において丹下は「総合的コンダクター」としての役割を果たし、プロジェクトは研究室メンバーのアイデアをまとめあげるかたちで進んだ。交通網は黒川紀章、オフィス部分は磯崎新、住居部分は神谷宏治が担当したほか、今村創平はおそらく丹下は菊竹清訓の影響も受けていたであろうと論じている。丹下らは『週刊朝日』1960年10月16日号で途中案を発表したのち、1961年1月1日、NHK教育テレビの特別番組である『新しい東京「夢の都市計画」』でその全容を発表した。また、その翌月には『新建築』3月号にて計画の詳細が語られた。

### 構想の内容
皇居から東京湾を隔てて千葉県まで、黒川の案であるという、2列の高速道路「サイクル・トランスポーテーション・システム（CTS）」が延びる。ループを繰り返すこの幹線道路は、制限速度の異なる3層から構成されており、すべて一方通行10車線である。CTSの内側にはオフィス街が造成されており、垂直に立ち上がるコアをつなぐようにして、オフィスが築かれている。CTSの外側には、幹線道路と直交するようにして道路が伸び、そのまわりに住居ブロックが建つ。同計画の目標は、丹下が『新建築』で論じたところによれば「古い東京の都市構造を、新しい生命活動を可能にするシステムに変革していくこと」であり、吉見俊哉いわくその主眼は著しく拡張を続ける東京に、徹底したインフラ投資を与えることにあった。丹下は伝統的な都市にみられるような、都心を中心として放射状に都市が広がっていく形態は「1000万人都市」となりつつある巨大都市・東京には不適であり、巨大な軸線に沿って都市の諸機能が直交方向に伸びていくようなシステムこそがふさわしいと論じた。この都市軸の延長方向として東京湾を選んだ理由として、彼は「投機的妨害が最も少ない」ことを挙げており、「利権に汚れていない海上に、空間価値を生産してゆくことは、新しい希望をわきたたせる」ものであるとも述べている。

## 評価と影響
建築家のクレール・ガリアンいわく、同計画は「専門家の間で世界的反響を呼び、東京、さらには日本各地で多くの開発プロジェクトが立案される際に刺激を与えた」。松山秀明は、丹下が同計画を週刊誌やテレビ上で公表したことに着目し、彼は近未来都市としての東京について論じる「テレビ的」な建築家として意識的に振る舞ったと述べる。松山は「見られることの意識」が強い同計画は「テレビによってまなざされることで血の通う、未来都市像だったのではないか」と考え、このことはまた、同計画が「のちに建築史で神格化される一因ともなったのだろう」と述べる。吉見俊哉は、「東京という都市を、何らかの完結した物理的形態とするのではなく、無数の要素が移動、接触、創発する流動性として捉える」同計画の視点は、「メタボリズム的な都市論の核心」であると述べている。
同計画は丹下研究室の蓄積したさまざまな統計的研究を駆使した、一定のリアリティを担保するものではあったものの、やはり実現可能性は薄かった。吉見は同計画の提唱後、山田正男によってやはり「地上権のない」水路上に整備された首都高速道路には「東京計画1960」との相同性が見られると述べ、この高速道整備は同計画の「直線軸主義」を「曲線軸主義」に修正していく可能性のあるものであったと考察する。丹下はその後、1963年のスコピエ復興計画を皮切れに海外の建設計画に着手するようになり、アルジェリアのオラン総合大学では「東京計画1960」の都市軸システムに倣った「立体格子状のコミュニケーション・ネットワークを持った空間構造」を採用した。また、1966年には東海道を都市軸とする「東海道メガロポリス構想」を発表し、東名高速道路と中央自動車道を都市軸とする巨大な線形都市をひとつの都市とする論を展開した。一方で、吉見はこうした丹下の都市論は一貫して徹底した開発主義を下敷きとするものであると述べ、1960年代以降の日本社会は「必然的に訪れる『成長の限界』」を想像できないままに、開発主義的未来を遠視した開発を続けていったことを批判的に見ている。
東京湾を埋め立てた海上都市は『機動警察パトレイバー』や『AKIRA』といったフィクション作品にも登場し、これらは「東京計画1960」に影響を受けたものである可能性が指摘されている。

## 関連文献
- 石田頼房『未完の東京計画: 実現しなかった計画の計画史』筑摩書房〈ちくまライブラリー〉、1992年。ISBN 978-4880370866。
- 丹下健三、藤森照信『丹下健三』新建築社、2002年。ISBN 978-4786901690。
- 豊川斎赫『群像としての丹下研究室―戦後日本建築・都市史のメインストリーム―』オーム社、2012年。ISBN 978-4274212000。
- 東京大学丹下健三研究室「東京計画1960　その構造改革の提案」『新建築』第3号、新建築社、1961年3月。
- 畔柳昭雄『海の建築：なぜつくる？どうつくられてきたか』水曜社〈文化とまちづくり叢書〉、2021年。ISBN 978-4880655185。
- 渡辺定夫「『東京計画1960』の背景にあったもの（日本の現代建築）」『新建築』第11号、新建築社、1978年11月。